# Blauw (kleur)
Blauw is een kleur die zich in het spectrum bevindt tussen cyaan en violet.
Blauw is een primaire kleur in het systeem van additieve kleurmenging. Het is een secundaire kleur in het systeem van subtractieve kleurmenging. Er moet echter een onderscheid gemaakt worden tussen het gebruik van de term "blauw" in de voornoemde technische zin – waarin het begrip overeenkomt met het technische begrip "violet" en een complementaire kleur is van geel – en het alledaagse taalgebruik waarin het woord de tint aanduidt die zich in het spectrum tussen cyaan en  violet bevindt en de complementaire kleur is van oranje. Dit laatste blauw vindt men in het spectrum bij straling met een golflengte van ongeveer 470 nanometer. In de beeldschermtechniek wordt de tweede tint als een benadering gebruikt voor de eerste; het is dan ook deze tweede tint die in de onderstaande kleurbalk getoond wordt.
Wanneer de lucht, het firmament, overdag onbewolkt is zien we dat als een blauwe lucht, die vaak ook als blauw wordt gereflecteerd in een wateroppervlak.

## Kleurnuances
|                              |        |        |        |        |        |        |        |        |        |        |        |        |        |        |        |
|                              |        |        |        |        |        |        |        |        |        |        |        |        |        |        |        |
| Blauw van donker naar licht: |        |        |        |        |        |        |        |        |        |        |        |        |        |        |        |
|                              |        |        |        |        |        |        |        |        |        |        |        |        |        |        |        |
|                              |        |        |        |        |        |        |        |        |        |        |        |        |        |        |        |
| 000000                       | 000011 | 000022 | 000033 | 000044 | 000055 | 000066 | 000077 | 000088 | 000099 | 0000AA | 0000BB | 0000CC | 0000DD | 0000EE | 0000FF |
| Van blauw naar wit:          |        |        |        |        |        |        |        |        |        |        |        |        |        |        |        |
|                              |        |        |        |        |        |        |        |        |        |        |        |        |        |        |        |
|                              |        |        |        |        |        |        |        |        |        |        |        |        |        |        |        |
| 0000FF                       | 1111FF | 2222FF | 3333FF | 4444FF | 5555FF | 6666FF | 7777FF | 8888FF | 9999FF | AAAAFF | BBBBFF | CCCCFF | DDDDFF | EEEEFF | FFFFFF |
| Van cyaan naar blauw:        |        |        |        |        |        |        |        |        |        |        |        |        |        |        |        |
|                              |        |        |        |        |        |        |        |        |        |        |        |        |        |        |        |
|                              |        |        |        |        |        |        |        |        |        |        |        |        |        |        |        |
| 00FFFF                       | 00EEFF | 00DDFF | 00CCFF | 00BBFF | 00AAFF | 0099FF | 0088FF | 0077FF | 0066FF | 0055FF | 0044FF | 0033FF | 0022FF | 0011FF | 0000FF |

|                                                                                  |
| Blauw in variabele mate van verzadiging (horizontaal) en intensiteit (verticaal) |

## Gebruik en gevoelswaarde
De kleur blauw heeft in Nederland geen sterke gevoelswaarde, hoogstens staat het voor puur of zuiver. Deze kleur wordt op schilderijen ook in die zin gebruikt. Maria heeft dan ook vaak een blauwe jurk aan. In Engelstalige landen wordt blue echter geassocieerd met melancholie of droefheid, bijvoorbeeld in de blues-muziekstijl. Een persoon met lichtblauwe ogen wordt echter vaak als eerlijk en betrouwbaar gezien. Ongunstiger betekenissen, zoals in Blauwbaard zijn niet oorspronkelijk Nederlands.
In de lage landen is blauw het politieke kleur van de liberalen: in Nederland van de VVD, in België van de Vlaamse Open VLD, de Waalse MR en de Duitstalige PFF.
Internationaal en zeker in de Engelstalige landen staat blauw eerder voor de conservatieven.
Sinds de introductie van de spijkerbroek wordt er heel veel blauwe kleding gedragen. De kleur blauw wordt ook veel in uniformen en werkkleding gebruikt, bijvoorbeeld van de politie en van de marine. In tegenstelling tot de witte boorden wordt met blauwe boorden de handwerkman aangeduid, die een blauwe overall draagt. Blauweboordencriminaliteit duidt (in tegenstelling tot witteboordencriminaliteit) derhalve op de meer alledaagse gewelddadige criminaliteit zoals mishandeling, geweld, diefstal. Wanneer men in Anglo-Saxische landen van blue collars spreekt bedoelt men hiermee de arbeidersklasse, de mensen die met hun handen werken.
Met blue chips duidt men aandelen van zeer waardevolle of goed presterende ondernemingen aan. Deze term is afkomstig uit de casinowereld, waar de fiches met de hoogste waarde blauw waren.
Met blauw bloed wordt bedoeld dat iemand van adellijke afkomst is. De hoogste Belgische adel werd vroeger door de koning ontvangen in de Salon Bleu (blauwe salon). Overigens bestaan er diersoorten die daadwerkelijk blauw bloed hebben.
In Rusland en andere voormalige Sovjetrepublieken wordt blauw geassocieerd met homoseksualiteit en worden homoseksuelen aangeduid als ´blauw´. De reden hierachter is niet duidelijk, het kan te maken hebben met het feit dat in het tsaristische Rusland homoseksualiteit voor de adel makkelijker was te praktiseren dan voor het gewone volk, waardoor homoseksualiteit met mensen 'van blauw bloed' werden geassocieerd. Er bestaan echter andere verklaringen.
Een blauwe was oorspronkelijk een scheldwoord voor iemand van Indonesische afkomst. Men heeft dit echter omgebogen in een geuzennaam. Dit is mede te danken aan de popgroep The Blue Diamonds. De term komt door archipelvlekken, die veelal aanwezig zijn bij baby's van Aziatische afkomst.
Van de blauwe knoop zijn wil zeggen dat iemand een geheelonthouder is en op principiële gronden geen alcohol gebruikt. De geheelonthouders gaven in de 19e eeuw hun overtuiging aan door een blauwe knoop op hun jas te naaien.
Een blauwtje lopen betekent afgewezen worden bij een romantische toenaderingspoging.
In medische tekeningen en de biologie worden zuurstofarme bloedvaten (meestal aders) aangeduid met blauw en zuurstofrijke bloedvaten (meestal slagaders) met rood.
In de schilderkunst speelt de kleur blauw een grote rol bij het atmosferisch perspectief.
In de kleurcodering voor elektronica staat blauw voor het cijfer 6. In de installatietechniek is een lichtblauwe draad neutraal (nul, stroom terugvoerend).
In de christelijke iconografie staat de liturgische kleur blauw voor de hemel, voor het goddelijke. Op iconen uit de Oosters-Orthodoxe Kerk waarop de maagd Maria en Christus zijn afgebeeld, gaat zij gekleed in het goddelijke blauw, terwijl Christus in het rood is afgebeeld: de kleur van het mens-zijn. In de rooms-katholieke traditie staat lichtblauw als kleur voor de onschuld. Dit is een andere reden waarom Maria op afbeeldingen vaak gekleed is in het lichtblauw. Dit gebruik stamt al uit 1570 (Missale Romanum) toen de symboliek van kleuren sowieso belangrijker was dan het vandaag de dag is.
Men gebruikt blauw veelal als kleur voor babykleding, andere babyartikelen en kinderkamers bij jongens, en roze voor meisjes – hoewel dit voor de tweede helft van de 20e eeuw precies andersom was.
Evenals groen wordt blauw vaak als rustgevende kleur beschouwd. Om deze reden wordt blauw (vaak in combinatie met groen) in veel landen toegepast op bewegwijzering.
Warme en koude kranen zijn respectievelijk met rood en blauw gemarkeerd. Rood geldt dan ook als warme en blauw als koude kleur. Dit is zuiver gevoelsmatig: in de wetenschap is het andersom: rood is een lage kleurtemperatuur (ca 1800 K) en blauw is een hoge kleurtemperatuur (ca 15 000 K).
Royal blue is een "rijke", diep blauwe kleur ontwikkeld als de kleur voor een jurk van koningin Charlotte.
Twee blauwe ogen zijn het symbool van schoonheid. Eén enkel blauw oog is het symbool van een uit de hand gelopen vechtpartij.
Een parkeerschijfzone wordt ook wel blauwe zone genoemd.

## Varia
Isaac Newton had in diens standaardwerk Opticks vermeld hoe hij het diepblauwe oog in een veer van een pauwenstaart vergeleek met de even blauwe ronde vlek die te zien was in zijn oog als hij zachtjes met zijn vinger tegen de zijkant van zijn oogbol drukte. Als hij op de linkerkant van zijn oog drukte, zag hij de blauwe vlek rechts, en vice versa.
Het gereflecteerde beeld van de zon op een wateroppervlak, bekeken doorheen een lineair polarisatiefilter, toont tijdens het draaien van het filter afwisselend een diepblauw zonnebeeld. De zon moet onder een hoek van 45° op het water schijnen om de hoogste graad van polarisatie van het wateroppervlak te bekomen.
In de Amerikaanse staat Kentucky leeft een groep mensen met een opvallend blauwkleurige huid. Dit verschijnsel is veroorzaakt door methemoglobinemie, waardoor cyanose optreedt.
Speleologen die in science fiction avonturen toevallig in geheime en zeer ver ontwikkelde onderaardse maatschappijen terecht komen, ontmoeten er meestal blauwkleurige humanoïden. Zo is dat ook in Roger Leloup's stripverhalen Trio in het onbekende en Vulcanus' smidse omtrent Yoko Tsuno en een zich in de aarde gevestigde buitenaardse groep humanoïden van de planeet Vinea.
In Albert Weinberg's science fiction stripverhaal S.O.S. in de ruimte ontdekken de Canadese en Amerikaanse Gemini 13 astronauten Dan Cooper en Kid Dereika een drietal ruimtestations in omloop rond de aarde, bevolkt door geheimzinnige blauwkleurige ruimtevaarders.
De verkennende astronauten op Mars, die in Chesley Bonestell's ruimtevaartschilderijen zijn afgebeeld, dragen blauwe ruimtepakken. De bedoeling daarvan is om duidelijk kleurcontrast te zien in het overwegend koperrode Marslandschap. Witte ruimtepakken vallen minder op dan blauwe.
Vroegere illustratoren van geschilderde of getekende afbeeldingen die in wetenschappelijk getinte jeugdliteratuur verschenen, inzake sterrenkunde en ruimtevaart, beeldden de sterrenhemel veelvuldig af als blauwe ruimte. Deze tendens is ook te zien in spelletjes en speelgoed uit de beginperiode van de Space Age, toen ruimtevaart zich nog in een embryonaal stadium bevond. Ook hoezen van grammofoonplaten met ruimtemuziek toonden afbeeldingen van de blauwe ruimte, alsook in geïllustreerde science fiction verhalen over avonturen in de ruimte.
Sterrenglobes waar alle 88 sterrenbeelden op zijn afgebeeld, tonen een blauwe of donkerblauwe kleur voor de ruimte, zelden zwart. De melkweg is meestal lichtblauw.
De planeet aarde heeft sedert het ontstaan van de bemande ruimtevaart de bijnaam blauwe knikker (blue marble) gekregen, voornamelijk omdat de spiegelende oppervlakken van de oceanen de blauwe hemel erboven reflecteren, en vanuit de ruimte de indruk wekken dat de aardse oceanen uit blauw water bestaan.
Sommige rotsblokken op het maanoppervlak, gefotografeerd door de astronauten van het Apolloprogramma, geven de indruk blauwachtig te zijn. In werkelijkheid zijn ze grijs. De poederachtige regolithlaag van het maanoppervlak toont een overwegend beige of gelig grijze kleur, waardoor een subtiel kleurcontrastverschijnsel ontstaat. Dit verschijnsel is voornamelijk te zien in de Hasselbladfoto's van Apollo 17, genomen in de Taurus-Littrow vallei.
De merkwaardige onregelmatige formatie Ina aan Lacus Felicitatis, tussen het Apennijnengebergte en het Haemusgebergte op de maan, toont een opvallende blauwe kleur als het gefotografeerd is met behulp van relatief krachtige telescopen en digitale beeldverwerkingstechnieken. Deze kleur is eigen aan de formatie zelf, en niet het resultaat van een toegevoegde kleur of gewijzigde kleurbalans.
Tijdens de tweede wereldoorlog werden de onderkanten van gevechtsvliegtuigen lichtblauw geschilderd om ze op die manier onzichtbaar te maken tegen de achtergrond van de blauwe lucht.